# Brideshead Revisited (televisieserie)

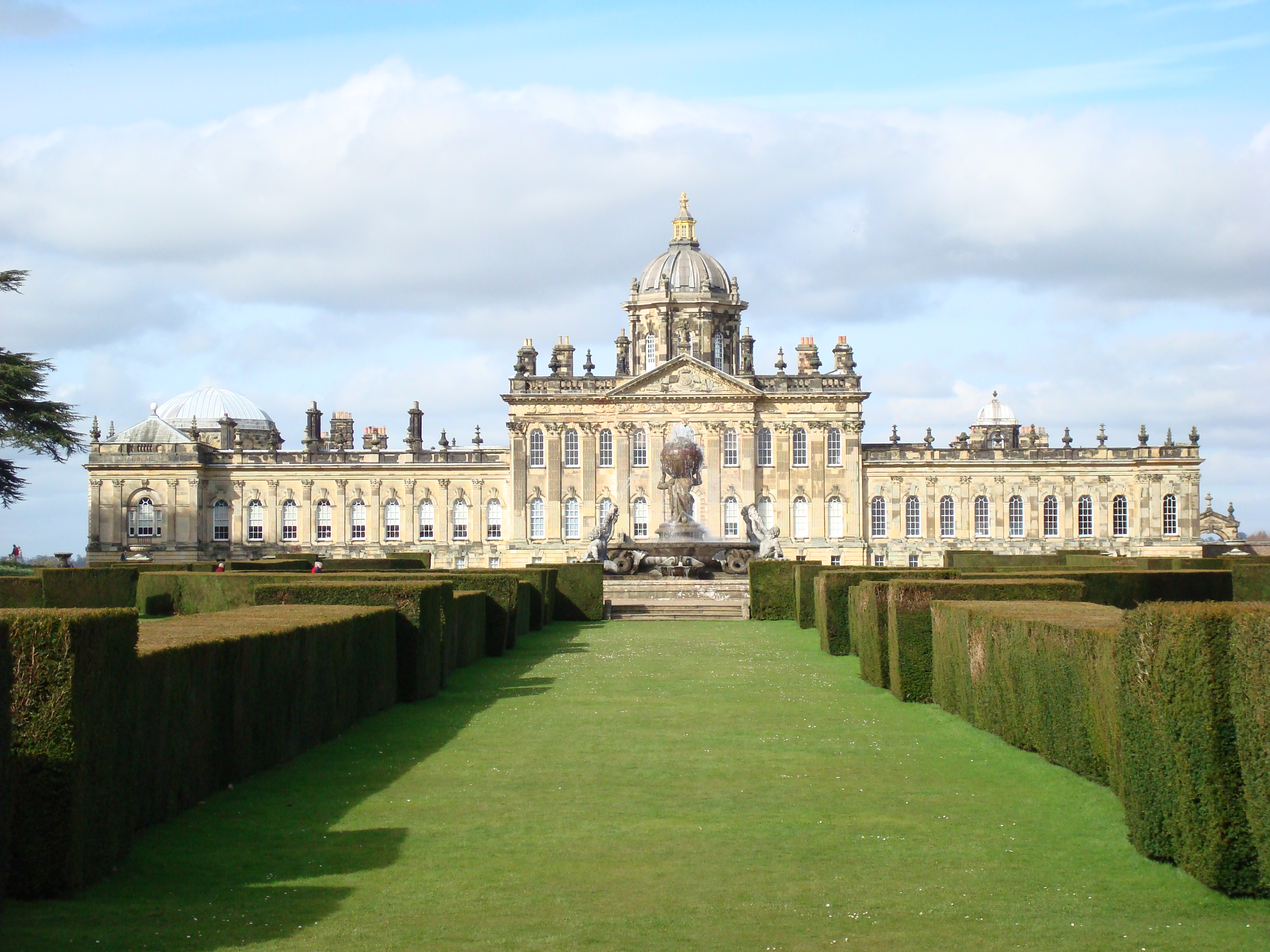
Castle Howard

Brideshead Revisited is een Britse televisieserie uit 1981, gebaseerd op en genoemd naar het boek Brideshead Revisited van Evelyn Waugh uit 1945.

## Thema en geschiedenis
De serie, geproduceerd door Granada Television en uitgezonden door ITV, bestaat uit elf delen. Het verhaal gaat over de jonge Engelsman Charles Ryder en zijn ontmoetingen met leden van de katholieke en aristocratische familie Flyte, die plaatsvinden tussen 1920 en 1945.
Veel van de opnamen voor de serie werden gemaakt in en rond Castle Howard in Yorkshire.
Voor een gedetailleerder verslag van het verhaal, zie Brideshead Revisited (boek).

## Rolverdeling
| Rol                         | Acteur/actrice   |
| --------------------------- | ---------------- |
| Charles Ryder               | Jeremy Irons     |
| Sebastian Flyte             | Anthony Andrews  |
| Julia Flyte                 | Diana Quick      |
| Edward Ryder                | John Gielgud     |
| Anthony Blanche             | Nikolas Grace    |
| Boy Mulcaster               | Jeremy Sinen     |
| Lord Marchmain              | Laurence Olivier |
| Lady Marchmain              | Claire Bloom     |
| Cordelia Flyte              | Phoebe Nichols   |
| Bridey (earl of Brideshead) | Simon Jones      |
| Rex Mottram                 | Charles Keating  |
| Nancy Hawkins               | Mona Washbourne  |
| Cara                        | Stéphane Audran  |
| Father Mowbray              | John Le Mesurier |

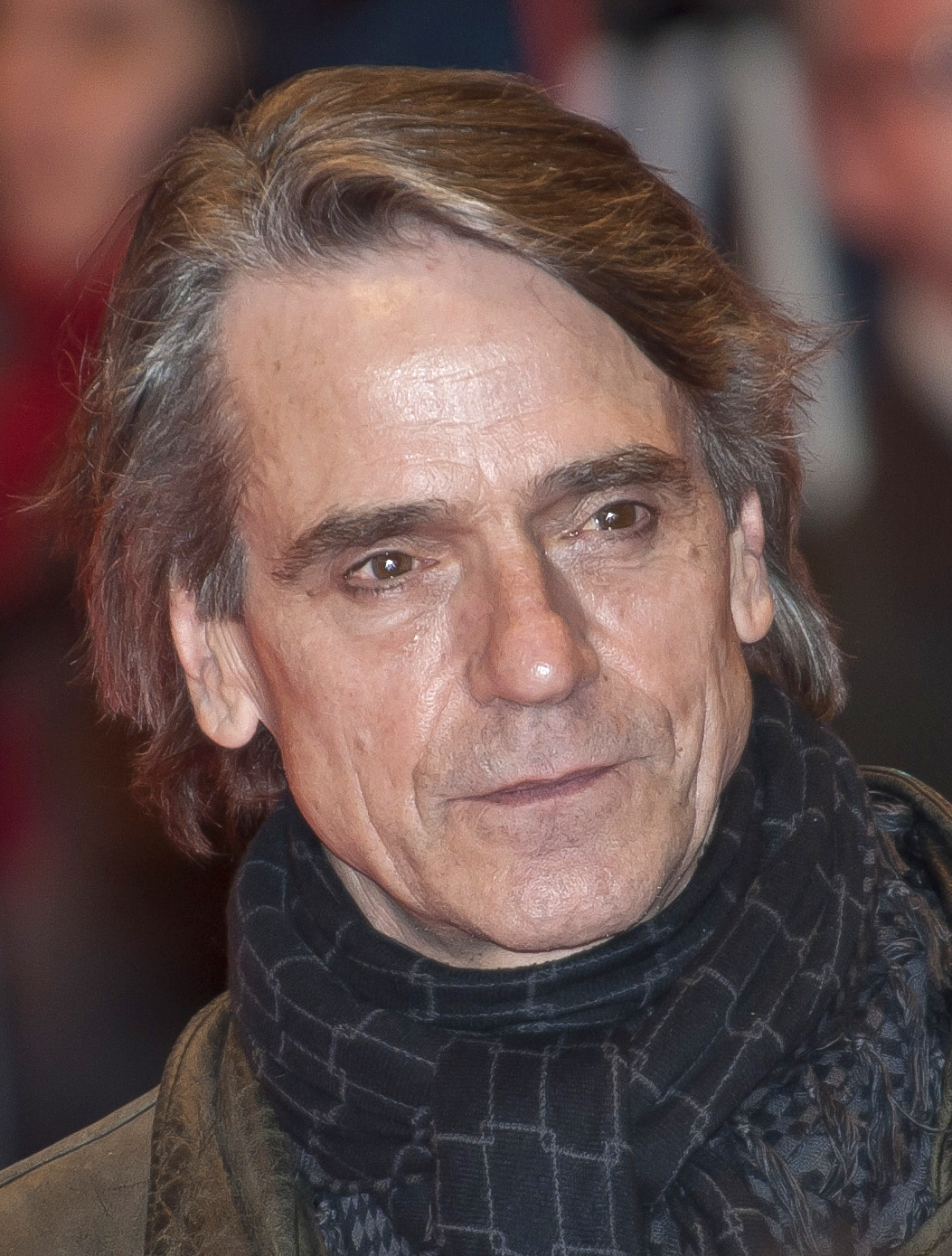
Jeremy Irons (Charles Ryder)
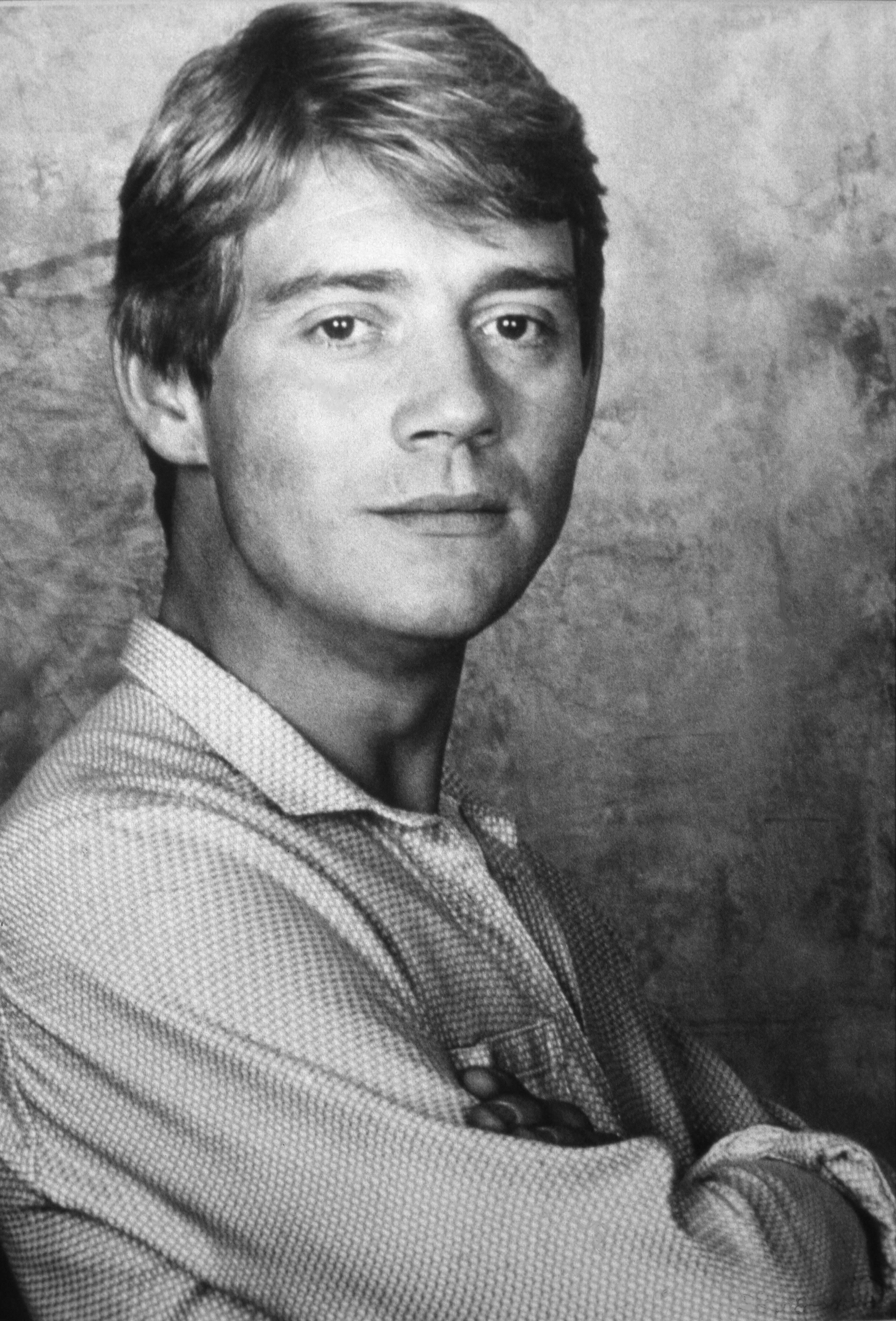
Anthony Andrews (Sebastian Flyte)
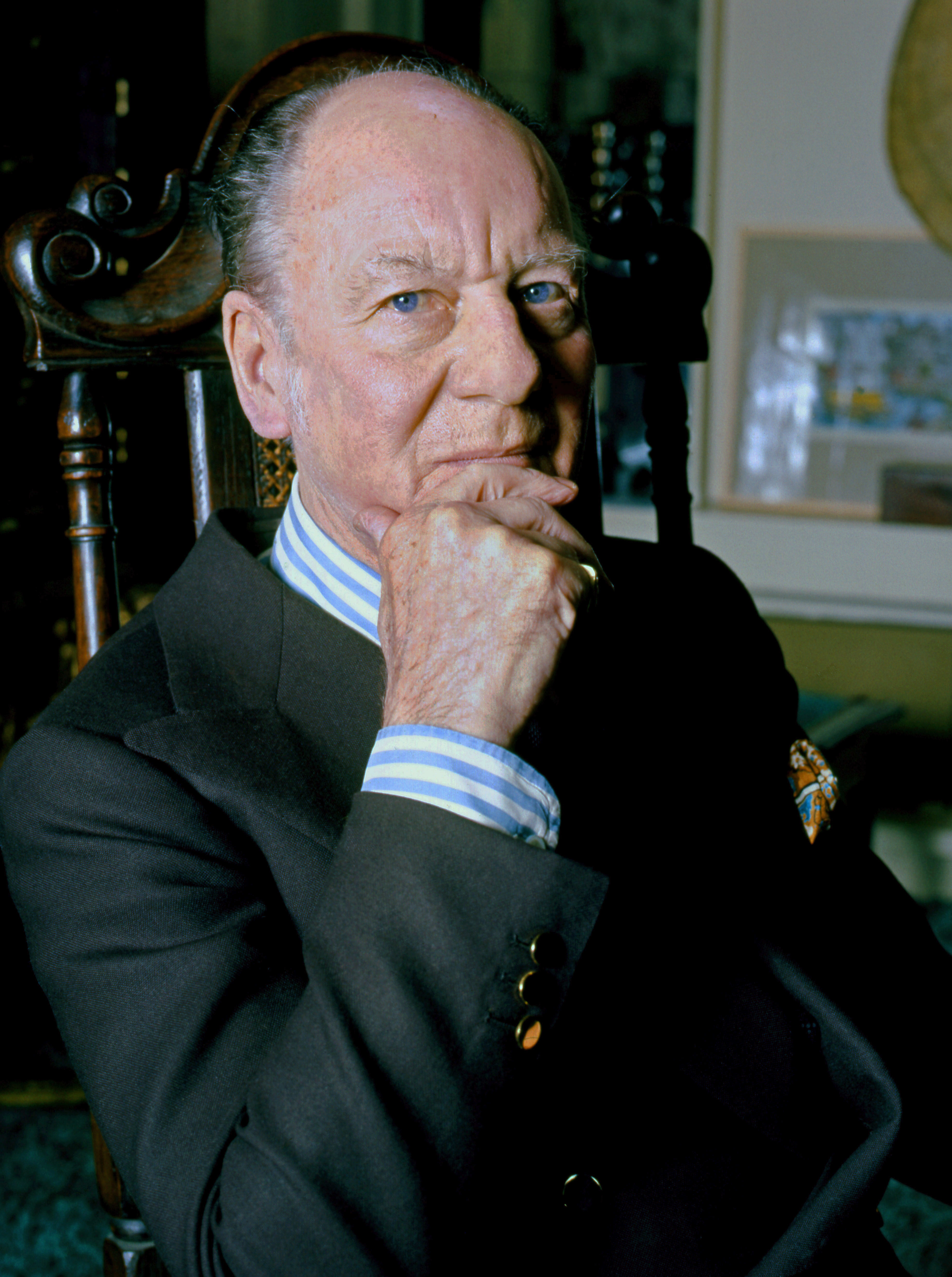
John Gielgud (Edward Ryder)
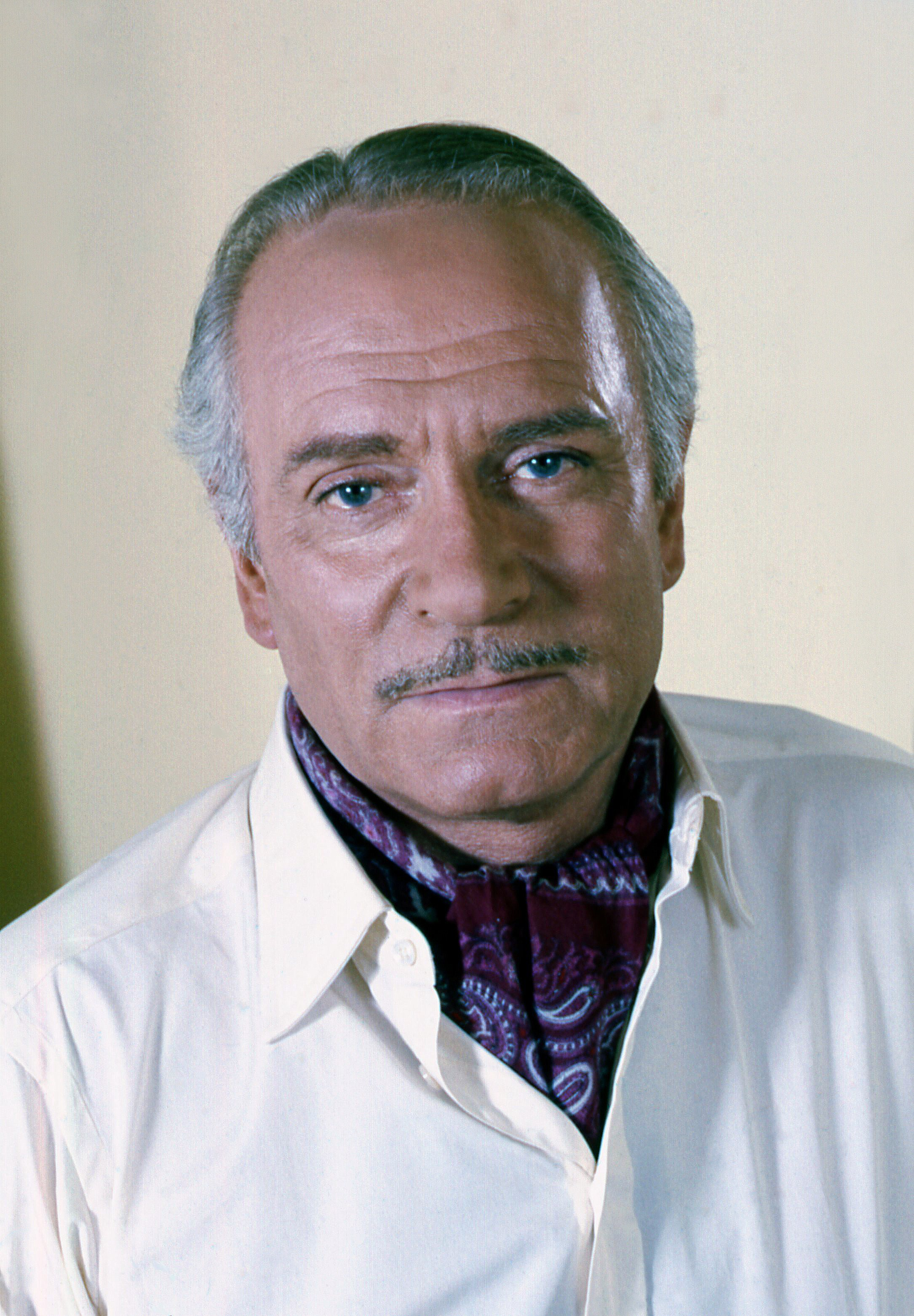
Laurence Olivier (Lord Marchmain)
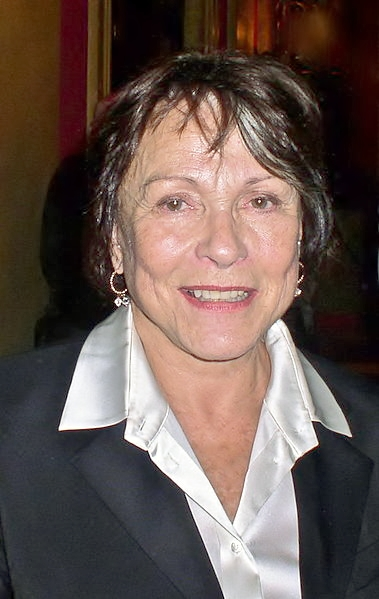
Claire Bloom (Lady Marchmain)

## Afleveringen
| Afl. | Titel en omschrijving |
| ---- | --- |
| 1    | Et in arcadia ego |
|      | Engeland, 1944. Een militaire missie brengt kapitein Charles Ryder naar Brideshead, nu een somber legerkamp maar ooit een prachtig landgoed. Hij denkt terug aan de tijd dat hij voor de eerste keer op het landgoed kwam. In de dagen dat hij studeerde in Oxford raakte hij bevriend met Lord Sebastian Flyte, de zoon van de eigenaar van Brideshead. Vanaf hier tot aan het eind van de laatste aflevering is één flashback, becommentarieerd door Charles Ryder. Charles leert vrienden van Sebastian kennen – zoals Anthony Blanche, een homo met een spraakgebrek en een venijnige humor – en geeft zich steeds meer over aan het dandyachtige bestaan van Sebastian en zijn vrienden. Aan het einde van zijn eerste studiejaar gaat Charles naar zijn vader in Londen. Met hem onderhoudt hij een tamelijk moeilijke relatie. Charles' gebedel om geld, vanwege zijn dandyachtige levensstijl, maakt die er niet beter op. Aan het einde van de aflevering ontvangt Charles een telegram van Sebastian: hij zou ernstig gewond zijn en vraagt of Sebastian naar Brideshead kan komen. Charles reist meteen af. Hij wordt van het station afgehaald door Julia, een zus van Sebastian. In de auto steekt hij een sigaret voor Julia aan, de eerste keer in zijn leven dat hij zoiets voor een vrouw deed, en ervoer dat als 'a thin bat squeak of sexuality'. Op Brideshead aangekomen, blijkt het met de verwondingen van Sebastian nogal mee te vallen. Hij heeft tijdens een partij croquet een klein botje in zijn voet gebroken. |
| 2    | Home and abroad |
|      | Charles blijft op Brideshead, waar hij en Sebastian een idyllische tijd beleven. Charles bewondert de barokke stijl van Brideshead en maakt in opdracht van lady Marchmain een fresco in de tuinzaal. Sebastian en Charles proeven wijn uit de wel voorziene wijnkelder. Charles leert Cordelia kennen, het jongste zusje van Sebastian en Bridey (Lord Brideshead), hun iets oudere broer. Bridey en Cordelia zijn, net als hun moeder, vurig katholiek maar Sebastian en Julia weten er duidelijk geen raad mee. Er wordt veel gesproken over het katholieke geloof, waarbij Charles geen geheim maakt van zijn religieuze scepsis. Hij kan bovendien geen hoogte krijgen van Sebastians opvattingen. Sebastian en Charles reizen samen af naar Venetië, waar Sebastians vader, Lord Marchmain, woont met zijn geliefde Cara. Het katholicisme, waartoe hij was overgegaan om destijds met lady Marchmain te kunnen trouwen, heeft hij weer afgezworen. Sebastian en Charles bekijken samen Venetië. Charles heeft een indringend gesprek met Cara. Onder meer over de liefde tussen jongens en het slechte huwelijk van Lord en Lady Marchmain. |
| 3    | The bleak light of day |
|      | Terug in Oxford leiden Charles en Sebastian steeds meer een leven dat gericht is op elkaar. Charles leert Lady Marchmain, die eens op bezoek komt bij Sebastian in Oxford, kennen. Julia komt lunchen in Oxford samen met iemand die zij introduceert als "Mottram" en aanspreekt als "Rex". Ze nodigt Sebastian en Charles uit om te verschijnen op een liefdadigheidsbal, dat zij in Londen organiseert. Charles, Sebastian en Boy Mulcaster vertrekken naar Londen. Daar bedrinken ze zich ten huize van Rex Mottram. Op het laatste moment gaan ze niet naar het liefdadigheidsbal maar naar een nachtclub. Wanneer ze daar – in gezelschap van enkele dames – weer wegrijden, veroorzaakt Sebastian een ongeluk. De heren worden gearresteerd wegens rijden onder invloed. Rex Mottram betaalt borgtocht. Tijdens de rechtszaak doet Mr. Samgrass, een vriend van Sebastians moeder en lector in Oxford, een goed woordje voor Sebastian. Die zou niet gewend zijn aan wijn. Sebastian komt er met een boete vanaf. Wel krijgen zij beiden huisarrest in Oxford en staan ze min of meer onder toezicht van Samgrass. De tijd tussen kerst en oud en nieuw brengen ze door op Brideshead. Het begint Charles steeds meer op te vallen dat Sebastian "anders drinkt", dat wil zeggen steeds meer, dan hij. Terug in Oxford begint langzaam een verwijdering tussen hen. |
| 4    | Sebastian against the world |
|      | Sebastian lijkt zich steeds meer terug te trekken in zijn eigen wereld. Op Brideshead bedrinkt Sebastian zich 's middags in zijn kamer. Charles spreekt hem hierop aan. Sebastian beschuldigt Charles ervan te spioneren voor zijn moeder. Hij verklaart zichzelf contra mundum en eist dat Charles zijn kant kiest. Charles doet dat, maar voelt ook steeds meer verwijdering. Charles spreekt met Lady Marchmain. Die vertelt dat Sebastians vader ook een drankprobleem had. Ze vindt niet het drinken het grootste probleem, maar Sebastians schaamte. Charles zegt dat Sebastian zich schaamt voor zijn ongeluk. Lady Marchmain geeft Charles een boek over haar broer Ned, die in de Eerste Wereldoorlog is omgekomen. Charles en Sebastian brengen korte tijd door in Londen. In Oxford overwegen ze samen kamers te betrekken. Lady Marchmain komt langs in Oxford. Na dit bezoekje geeft Sebastian zich andermaal over aan de drank. Hij raakt gewond wanneer hij dronken Charles' kamer probeert binnen te klimmen. Sebastian wordt weggestuurd van Oxford. Charles wil Oxford ook verlaten om naar de kunstacademie te kunnen gaan. |
| 5    | A blow upon the bruise |
|      | Charles is verhuisd naar Parijs, waar hij een kunstacademie bezoekt. Met de kerstdagen is hij uitgenodigd op Brideshead. Sebastian heeft een reis gemaakt naar de Levant met mr. Samgrass. Als Charles uit de trein stapt, ziet hij tot zijn verrassing Sebastian uit dezelfde trein stappen. Op Brideshead laat Samgrass dia's zien van hun reis. Cordelia merkt op dat Sebastian bijna op geen enkele foto staat. Sebastian doet vreemd. Op instructie van Lady Marchmain wordt er geen drank geschonken. Sebastian trekt zich terug op zijn kamer en drinkt. Charles hoort van Sebastian dat hij een groot gedeelte van de reis met Samgrass elders heeft doorgebracht. Ook de kerstdagen bracht hij alleen door. Sebastians bankrekening is geblokkeerd: hij heeft zijn horloge moeten belenen om aan geld te komen. Sebastian wil de volgende dag mee gaan op de vossenjacht. Hij heeft het plan opgevat om het gezelschap kwijt te raken en zich in een pub te gaan bedrinken. Hij vraagt Charles om geld. Die weigert eerst, maar geeft het hem uiteindelijk toch. Aan het einde van de jachtpartij, komt Sebastian dronken thuis. De volgende dag verlaat Charles Brideshead. Hij heeft nog een kort gesprek met Lady Marchmain. Die is verontwaardigd over het feit dat Charles Sebastian geld gegeven heeft. |
| 6    | Julia |
|      | Charles is terug in Parijs en krijgt daar het bezoek van Rex Mottram. Die was met Sebastian op weg om hem naar een ontwenningskliniek in Zürich te brengen, maar Sebastian is ontsnapt. Mottram en Charles gaan uit eten. Mottram vertelt dat hij van plan is met Julia te trouwen. Ook vertelt hij dat Lady Marchmain ernstig ziek is. In flashbacks vertelt Charles over Julia. Als katholiek meisje zal ze het moeilijk krijgen een fatsoenlijke erfgenaam te trouwen. Ze heeft Mottram ontmoet in het Zuid-Franse Cap Ferrat. Ze vindt hem met zijn Prince of Wales-achtige charme een aantrekkelijke man. Mottram wil een echt grote bruiloft. Hij bekeert zich tot het katholicisme. Als het huwelijk aanstaande is, onthult Bridey dat Mottram al een keer getrouwd is geweest. Van een huwelijk tussen Mottram en Julia kan geen sprake zijn, omdat katholieken niet mogen scheiden. Rex en Julia zetten het huwelijk toch door en trouwen in de Anglicaanse kerk. |
| 7    | The unseen hook |
|      | Mei 1926. Charles arriveert in Londen, waar een algemene staking aan de gang is. Hij ontmoet Boy Mulcaster die evenals hijzelf actief is in het breken van de staking. Op een groot feest komt hij Anthony Blanche weer tegen. Ze praten bij over Sebastian. Charles wordt ontboden bij Lady Marchmain, die op haar sterfbed ligt. Ze is te ziek om hem te ontvangen. Julia vraagt Charles om Sebastian te gaan zoeken. Die blijkt inmiddels in Marokko te wonen in gezelschap van een drankzuchtige Duitse deserteur. Hij wil niet terugkomen en Lady Marchmain sterft zonder hem teruggezien te hebben. |
| 8    | Brideshead deserted |
|      | Amerika, 1938. Charles is in de loop der jaren een succesvolle schilder geworden en is getrouwd met de charmante Celia, die een bekwame gastvrouw is voor zijn exposities, maar hun huwelijk laat te wensen over. |
| 9    | Orphans of the storm |
|      | Charles en Julia brengen samen een nacht door tijdens een stormachtige trans-Atlantische bootreis, waar zij elkaar toevallig ontmoeten. Julia bleek inmiddels van Rex gescheiden van tafel en bed. Charles laat zijn vrouw Celia weten dat hun huwelijk voor zijn part afgelopen is. |
| 10   | A twitch upon the thread |
|      | Charles en Julia willen scheiden van hun respectievelijke partners om met elkaar te kunnen trouwen. Rex Mottram, nog altijd de echtgenoot van Julia, wil wel meewerken aan een scheiding, al komt het tijdstip hem slecht uit wegens zijn politieke ambities. Charles' vader is niet enthousiast dat Charles zich van het ene in het ander huwelijk wil storten. Julia heeft een emotioneel conflict met haar broer Bridey, die zelf ook trouwplannen heeft, met een goed katholieke middelbare weduwe van bescheiden afkomst, wier bekrompenheid volgens Bridey zelf versterkt wordt door haar door de middenklasse bepaalde vooroordelen. Daarom wil hij haar niet aan Charles en Julia voorstellen, vanwege hun vermoedelijk zondige levenswandel. Charles, die dacht dat Julia al afgedwaald was van het katholicisme, ziet haar voor zijn ogen een zenuwinzinking krijgen wegens zelfverwijt. Cordelia, die nog altijd contact heeft met haar broer Sebastian die in Duitsland verblijft, vertrouwt erop dat hij zich eens zal bekeren, al was het maar op zijn sterfbed; zijn lijden zou nodig zijn om heiligheid te bereiken. Zij verwacht niet dat Charles en Julia dat begrijpen. |
| 11   | Brideshead revisited |
|      | 1939, de vooravond van de Tweede Wereldoorlog. Na een lange afwezigheid keert Lord Marchmain met zijn maîtresse Cara eindelijk naar Brideshead terug en bekeert zich op zijn sterfbed weer tot het katholicisme. Sebastian is en blijft spoorloos. Charles denkt dat de tijd rijp is om te trouwen met Julia; Lord Marchmain had er enthousiast mee ingestemd, maar op het laatste moment ziet Julia toch af van een huwelijk met Charles, omdat zij zich na een lange geestelijke zwerftocht toch niet kan losmaken van het katholieke geloof, waarover Charles zich steeds laatdunkend heeft uitgelaten. Daarop gaan zij beiden alleen verder. In 1944, als Charles als officier wat ronddwaalt in het verlaten kasteel Brideshead, kan hij het niet laten een keer te knielen in de vroegere privékapel van het kasteel. |